# 塔莱
塔莱（Talai），是印度喜马偕尔邦Bilaspur县的一个城镇。总人口2010（2001年）。

## 人口
该地2001年总人口2010人，其中男性1059人，女性951人；0—6岁人口300人，其中男149人，女151人；识字率71.44%，其中男性为74.88%，女性为67.61%。